# Lymantria hemipyra
Lymantria hemipyra är en fjärilsart som beskrevs av Collenette 1932. Lymantria hemipyra ingår i släktet Lymantria och familjen tofsspinnare. Inga underarter finns listade i Catalogue of Life.